# Limnophora discreta
Limnophora discreta este o specie de muște din genul Limnophora, familia Muscidae, descrisă de Stein în anul 1898. Conform Catalogue of Life specia Limnophora discreta nu are subspecii cunoscute.